# Ante Drndić
Ante Drndić (Pazin, 6. ožujka 1915.) – 1993., hrvatski rodoljub i prvoborac, novinar, diplomat, član KPH, istarski emigrant, stariji brat je Ljube Drndića i sin Ede Drndića
Obitelj Ante Drndića, rodom iz Karojbe, emigrirala je 1921. godine iz Istre pod talijanskom vlašću u Jugoslaviju. Obitelj se nastanjuje u Dalmaciji. Nakon završenih studija matematike i fizike na Filozofskom fakultetu u Beogradu, Ante se 1937. zaposlio kao profesor u Beranama a zatim 1938. u Šibeniku. gdje ostaje do početka rata, kada odlazi u rodnu Istru. Uz brata Ljubu osnivač je i utemeljitelj Glasa Istre 1943. te njegov prvi urednik (drugi je bio brat Ljubo).